# Llegenda de l'origen troià dels gals
La llegenda de l'origen troià dels gals és un dels mites de l'origen troià dels pobles europeus. Els copistes i escriptors de l'edat mitjana l'han informat i, probablement, la van fer més complexa i embellida a partir de textos més antics, adoptant gradualment la tesi d'un origen troià comú dels gals i els francs, mentre que un bagatge llegendari poc similar es va desenvolupar a la Gran Bretanya.
El rerefons d'aquest llegendari es va reconstruir al començament del Renaixement, període caracteritzat per un marcat interès per l'antiguitat clàssica. Al Renaixement, els autors donen pas a la tesi d'un origen troià dels gals a partir d'autors antics (grecs o romans).
Mentre es desenvolupaven l'arqueologia i una història basada en bases més científiques, els textos dels cronistes medievals van intrigar als historiadors del segle xix. Encara són estudiats, inclosos per historiadors com Colette Beaune, Jean-Louis Brunaux o Jacques Poucet.

## L'atribució d'un origen troià als gals a l'antiguitat

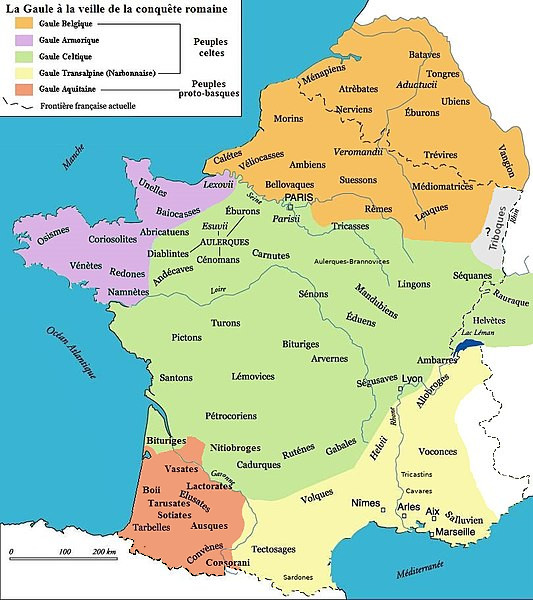
Mapa dels pobles gals

Segons l'arqueòleg i investigador del CNRS, Jean-Louis Brunaux, alguns pobles gals han reivindicat l'origen troià. El poeta hispanoromà Marc Anneu Lucà va escriure: «Els pobles arverns es van atrevir a afirmar que eren germans dels llatins i nascuts de la sang de Troia». Per a Jean-Louis Brunaux, la llegenda de l'origen troià dels francs, encara que sigui «fruit d'una construcció de clergues, no es va establir definitivament en la ment dels habitants de la Gàl·lia per sobreviure només fins al renaixement perquè va trobar un substrat favorable». Aquesta llegenda estableix un vincle entre Grècia i la Gàl·lia, incloent la llegenda del pas d'Hèracles a la Gàl·lia; s'hauria casat amb la filla d'un rei celta i civilitzaria aquest país. Segons aquesta llegenda, va ser el fundador d'Alèsia, i va ser el seu fill (el rei Galathes) qui va donar nom a les persones sobre les quals regnava. Al segle v, Sidoni Apol·linar fa al·lusió a l'origen troià dels gals, i més particularment dels arverns.

## L'atribució d'un origen troià als gals a l'edat mitjana
De fet, els francs i els francesos de l'edat mitjana van considerar el seu origen troià com un element fonamental de la seva identitat (vegeu llegenda de l'origen troià dels francs). Però per la idea de la unitat del poble, i l'existència provada de moltes tribus (llavors de dos pobles diferents al territori que es va convertir en França, els gals i els francs), representaven una possible dificultat; alguns autors medievals, per evitar aquesta dificultat, han pogut intentar atribuir-los un origen comú.
Les històries que descriuen l'origen troià dels francs han incorporat gradualment el tema de l'origen troià dels gals, un tema esmentat per alguns autors llatins. Al final del segle xii, Pierre Rigord va introduir així la idea d'una arribada de troians en dues onades diferents, corresponents respectivament a la instal·lació dels gals i després dels francs. Segons aquest autor, el 895 aC, vint-i-tres mil supervivents de la ciutat de Troia van ser dirigits pel duc Ybor a la Gàl·lia, on van fundar Lutècia i altres grans ciutats gal·les durant el segle ix aC. Els francs són els descendents d'altres exiliats troians. La seva arribada a la Gàl·lia sota el lideratge d'un cert duc Marcomir durant darrers dies de l'Imperi Romà permet la unió de dues branques en el mateix poble.
L'addició d'aquest episodi té l'avantatge de donar als gals i als francs els mateixos avantpassats troians. Els francesos de l'edat mitjana són doncs descendents d'una mateixa gent i no d'una barreja, perquè els francs i els gals són de la mateixa sang. Aquest tema apareix al text de les Grans Cròniques de França, on es diu que quan Marcomir (fill de Príam d'Àustria, de la línia de Príam de Troia) va arribar a la Gàl·lia amb els seus companys (els francs), van fer un poble amb els descendents de Ybor (els gals) i els seus homes. L'arribada dels francs no es considera una conquesta, sinó que correspon al retrobament de diferents branques d'un mateix poble troià separat per la Història.
A més de les Grans Cròniques de França, la idea d'una instal·lació en dues onades es repeteix en molts textos, a més de Jean de Paris, Honoré Bonet, Guillaume Cousinot i molts altres autors. Guillem el Bretó insisteix en la bona acollida reservada pels gals als francs i la unió entre aquestes dues branques fruit d'una soca troiana comuna.
A partir de Pierre Rigord, els gals s'atribueixen les seves pròpies característiques històriques. Així, Jean de Paris evoca Brennus i a molts caps gals abans de la conquesta romana. Raoul de Presles cita el govern dels druides.

## L'atribució d'un origen gal als troians al començament del Renaixement
Al començament del Renaixement, l'estudi de textos antics va suposar un major interès per les Gàl·lies. Les Illustrations de Gaule et Singularité de Troie de Jean Lemaire de Belges, publicades cap el 1500, operen una autèntica reconstrucció de la llegenda. La solució de l'autor ja no fa dels troians els avantpassats dels gals, sinó els gals els avantpassats dels troians. Segons aquest esquema, quan els francs, descendents dels troians (i per tant dels gals) es van establir a la Gàl·lia, només van tornar a la seva terra d'origen. Un cop més, la unitat dels gals i dels francs és un tema primordial.
Jean Lemaire de Belges descriu la guerra de Troia segons Darès el Frigi, Dictus de Creta i Homer, i continua amb la fugida i l'establiment de Francus a la Gàl·lia. Altres troians van fundar un estat al voltant de Sicambrie. Diversos segles després, els descendents dels fundadors de Sicambrie es deixen seduir per la bondat d'Octavi i se sotmeten a Roma. Després emigren cap a Germània i després a la Gàl·lia, on els esperen els descendents de Francus. Aquesta versió és comparable a les anteriors.
Però Jean Lemaire de Belges inclou aquests fets en una història general dels gals que surt a primer pla. Segons ell, la Gàl·lia estava poblada per Samothes, quart fill de Jàfet. Els seus successors regnen sobre un poble educat, disciplinat per lleis, notable per la seva religió. Els gals construeixen ciutats i creen universitats. El germà d'un dels seus reis està proscrit per la seva família; va fugir a Àsia i va fundar Troia, portant al món grec la cultura gal·la. Com els celtes de Galàcia, Troia és d'origen gal. Aquesta rehabilitació està centrada en els gals nadius de la Gàl·lia de l'època bíblica. Permet incorporar en el mite l'origen del poble gal, a qui la gran renovació del coneixement sobre la Gàl·lia al segle xv el va fer prestigiós.

## L'ús polític de la llegenda de l'origen troià dels gals
La història llegendària i les seves variants van donar lloc a diversos usos polítics.

### Durant les croades

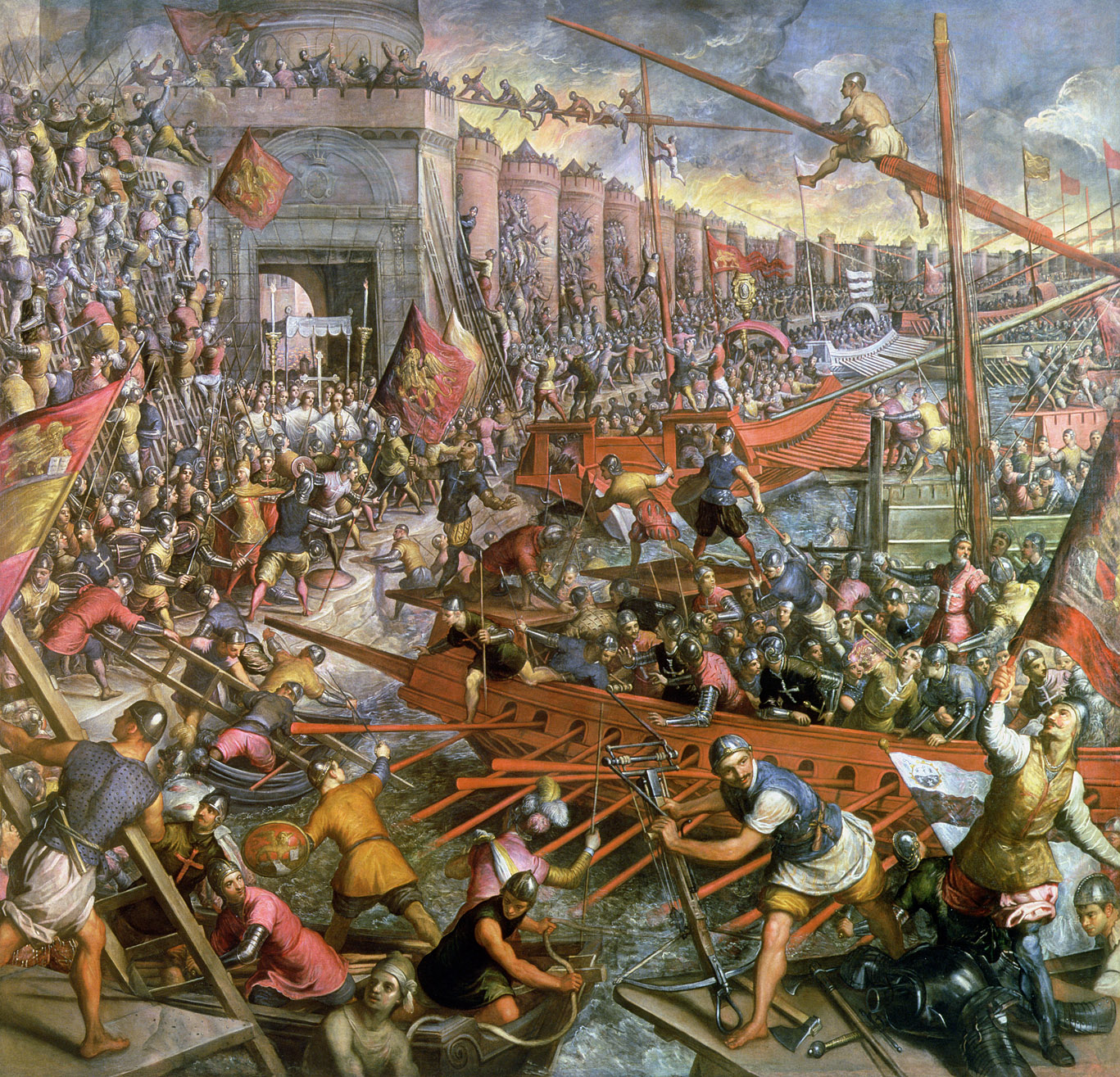
La Captura de Constantinoble el 1204. Pintura a l'oli de Tintoretto, 1580

Els francesos de l'edat mitjana es van percebre com a descendents dels troians, dels gals i dels francs. Com a tals, no podien tenir simpatia pels descendents grecs dels destructors de Troia. Durant les croades, els croats francesos sovint estaven en conflicte amb els grecs, i la llegenda de l'origen troià s'utilitzava per justificar les rivalitats entre els dos pobles. Així, Liquainus de Tours presenta la caiguda de Constantinoble el 1204 com la venjança de la presa de Troia per part dels grecs. Aquest esdeveniment va permetre que alguns autors com Robert de Clari justifiquessin la desviació de la Quarta Croada, presentada com una justa guerra de recuperació; els francesos-troians recuperaven els territoris dels seus avantpassats.

### Durant les Guerres d'Itàlia
El rei Lluís XII, que tenia com a objectiu la recuperació del milanesat en nom del dret de sang, va utilitzar l'argument troià a gran escala entre 1507 i 1510. Una sèrie d'obres de Martin Dolet, Christopher Longueuil, Valerand de Varannes i Jean Pyrrhus Angleberme desenvolupen una visió històrica comuna; els gals que van viatjar cap a l'est van fundar Galàcia i la Gallograeci per després establir-se a Troia, sacsejant Àsia. La guerra de Troia acaba amb la fugida dels exiliats que tornaven a la seva antiga pàtria. Les croades permeten la recuperació legítima de les seves antigues terres i Carles VIII, travessant els Alps seguint les passes del gal Brennus, va prendre Roma com ell. Al seu torn, quan Lluís XII va conquerir les ciutats de Llombardia només està recuperant les ciutats gal·les de la Gàl·lia Cisalpina. Per a Jean Lemaire de Belges, la monarquia gal·la és la legítima hereva de les fundacions dels seus avantpassats, i Hèctor aconsella al seu descendent (el rei de França) una política d'expansió justa.

### La noblesa de la sang
El primer traductor de De Guyse (del llatí al baix-francès) mostra en el seu prefaci que la referència a un origen troià encara té una gran importància en el seu temps: «(...) l'exposició i traducció de la qual al plaer de Déu estarà oberta a tots els oients i lectors. Cristians i senyors, en la plenitud de la dita noble procreació i llinatge, i com descendeix el senyor temut i molt poderós del món d'alta noblesa i d'excel·lent sang dels troians; i conseqüentment de la sang molt gloriosa i preciosa i engendrada pels posteriors llinatges de la Senyora Santa Waltrude, noble princesa, en la seva època duquessa de Lorena, la Lorena que s'estén (segons consta al contingut de la seva història) des del riu de l'Escalda segons la de Haine entre el front nomenat país de Hainaut, Brabant, Hasbain, Namur, Lieja, Ardenes, Mosel·la (que només es diu Lorena), fins al riu de Rin inclòs, i Mosa (...).»